# 女と女 (映画)
『女と女』（ 仏題：Thérèse et Isabelle、英題： Therese and Isabelle ）は、1967年に製作されたフランスの映画。ラドリー・メツガー監督。原作は、ヴィオレット・ルデュックの『Thérèse et Isabelle』。

## キャスト
- テレーズ：エシー・ペルソン（スウェーデン語版）
- イザベル：アンナ・ガール（フランス語版）
- アンヌ・ヴェルノン
- マルタン：モーリス・テナック（フランス語版）
- テレーズの母：バルバラ・ラージ（フランス語版）
- マダム：シモーヌ・パリ（フランス語版）
- ピエール